# Tricleidia
Ne doit pas être confondu avec Tricleidus.
Clade
Tricleidia est un clade fossile de plésiosaures de la super-famille des Plesiosauroidea. 

## Historique
Le clade Tricleidia est décrit en 2010 par le paléontologue américain F. Robin O'Keefe (d),.

### Fossiles
Selon Paleobiology Database en 2024, ce clade Tricleidia a aucune collection référencée de fossiles.

### Taxons inclus
Selon Paleobiology Database en 2024, ce clade Tricleidia, inclus la seule famille des Aristonectidae, déclarée vide en 2024.

## Description
En 2001, Frank Robin O'Keefe a remarqué que les Euplesiosauria pouvaient être divisées en Cryptoclididae et en un groupe plus dérivé. Pour ces derniers, il a défini un clade Tricleidia, comme le groupe constitué du dernier ancêtre commun des Polycotylidae, des Cimoliasauridae et Tricleidus et de tous leurs descendants.
Le groupe a dû se séparer au début du Jurassique et s'éteindre à la fin du Crétacé.
O'Keefe a donné quelques caractéristiques distinctives. Le ptérygoïdien possède une branche interne pour le contact avec le parasphénoïde. Le parasphénoïde touche le basioccipital sur la ligne médiane du crâne. Les tubera basilaria sont réduites et fusionnées à leur contact avec le basicphénoïde. Les apophyses épineuses des vertèbres cervicales ne sont pas aplaties transversalement (une homoplasie ou une caractéristique basale réaménagée). Les clavicules se rejoignent dans une symphyse moyenne derrière une échancrure.

### Publication originale
- [2001] (en) F. R. O'Keefe, « A cladistic analysis and taxonomic revision of the Plesiosauria (Reptilia: Sauropterygia) », Acta Zoologica Fennica, vol. 213,‎ 2001, p. 1-63 (ISBN 951-9481-58-3, ISSN 0001-7299, lire en ligne).